# Poecilia mexicana
Poecilia mexicana är en fiskart som beskrevs av Steindachner, 1863. Poecilia mexicana ingår i släktet Poecilia och familjen Poeciliidae. Inga underarter finns listade i Catalogue of Life.